# Bulqizë
Bulqizë, Bulqiza – miasto we wschodniej Albanii. Miasto leży przy drodze Peshkopi – Burrel. Ośrodek administracyjny okręgu Bulqizë w obwodzie Dibër. Ludność: 12 tys. (2008).
Od 1948 r. w Bulqizë działa kopalnia rud chromu „Todo Manço”. Prawa miejskie miejscowość uzyskała w 1958.